# Pablo González de Langarika
Pablo González de Langarika Fernández (Bilbao, 9 de febrero de 1947 - ibídem, 17 de marzo de 2016) fue un poeta español perteneciente a la poesía contemporánea y director de la revista de poesía Zurgai.

## Biografía
Pablo González de Langarika fue un escritor autodidacta que compaginó su trabajo en la industria con la creación literaria y la edición de la que es, sin duda, la más importante revista de poesía del País Vasco. Junto con otros escritores impulsó a la muerte de Franco una asociación, Sociedad Poético Literaria Aralar que con el tiempo daría lugar al colectivo Zurgai. Euskal Herriko Poetak. Poetas por su pueblo, cuya labor se centró en la actividad urbana y en la edición de la revista del mismo título que, recientemente, ha cumplido su treinta aniversario. Ganó numerosos premios literarios dentro y fuera del País Vasco. Langarika es considerado como uno de los grandes renovadores de la lírica vasca en lengua española. El poemario Los ojos de la iguana y otros poemas (1988) es una referencia obligada en este contexto. El escritor falleció en Bilbao, la noche del 17 de marzo de 2016.

## Estilo
Aunque en sus comienzos se percibe el influjo de Blas de Otero, Juan Larrea y Miguel de Unamuno sobre todo en lo que se refiere a sus preocupaciones sociales y existenciales, muy pronto supo crear un lenguaje propio, caracterizado por sus imágenes ciertamente visionarias, insólitas, y por una concepción pesimista de la realidad. Con un estilo aparentemente sencillo, la poesía de este escritor vasco apenas disimula una gran complejidad conceptual expresada a través de un enrevesado mundo de símbolos que se aleja del paisaje gris, verde-azul marino de Bizkaia y nos arrastra a mundos exóticos y oníricos, plagados de amenazas y aristas. En este contexto su imagen de los "ojos de la iguana" marcó de alguna manera una ruptura en la poética vasca, frente a una poesía anterior más dirigida a lo social y realista, abriendo de este modo nuevas vías para la expresión lírica contemporánea. Sus libros han sido traducidos al euskara, inglés, italiano y corso.

## Obras

### Lírica
- Canto terrenal, Premio Bahía. Bilbao: (1975).
- Contra el rito de las sombras. Edición del autor. Bilbao: (1976).
- Del corazón y otras ruinas. Premio Alonso de Ercilla 1985. Vitoria: Gobierno Vasco (1986).
- Los ojos de la iguana y otros poemas. Accésit del premio Alonso de Ercilla, 1987. Colección Gerión de Poesía. Bilbao: Laida (1988).
- Los ónices de Onán. Premio de Poesía Erótica de La Galleta del Norte. Bilbao (1989).
- Cálices de Octubre. Accésit del premio Alonso de Ercilla, 1989. Colección Los Libros de la Pérgola n.º 3, Bilbao: Ayuntamiento de Bilbao (1990).
- La rueda oscura. Premio Imagínate Euskadi (1992).
- Endecha de la huella oscura. Premio Imagínate Euskadi (1994).
- 27 sonetos de amor y una canción enajenada. Premio Imagínate Euskadi (1996).
- ...aunque al fondo esté la música. En colaboración con el pintor José Javier Lacalle "Laka". 2003.
- La llama amarga. En colaboración con el pintor Fernando Eguidazu. 2004.
- La memoria del aire.(en colaboración con Paciel González y Mikel Alonso). Colección Ametsak, Bilbao, Caja Laboral Popular, 2009.
- El grito de las aves. Prólogo de José Fernández de la Sota. Colección Zurgai, Bilbao, 2010.
- Entre los pliegues de la luz. Bilbao: El Gallo de Oro Ediciones, 2012. ISBN 978-84-940065-0-0
- Bajo el ligero peso de la nieve. Prólogo de Mª Victoria Reyzábal. Bilbao: El Gallo de Oro Ediciones, 2015. ISBN 978-84-165750-2-2

### Prosa
- Angela Figuera Aymerich. Poesía entre la sombra y el barro. En colaboración con José Ramón Zabala. Colección "Bilbaínos recuperados". Bilbao: Muelle de Uribitarte, 2012. ISBN 978-84-939946-2-4

### Antologías
- Los poetas de Zurgai. Colección Menhir de poesía, Bilbao: Arte Activo Ediciones, 2009.
- Ahotsa, Hitzak, Hizkuntzak. Euskal Olerki-Antologia. Voz, Palabras, Lenguas. Antología de Poesía Vasca. Antología de poetas vascos del siglo XX en cuatro lenguas, en colaboración con Sebastian Gartzia Trujillo. Bilbao: Euskaltzaindia. Real Academia de la Lengua Vasca, 2010.
- Llama al viento. Antología poética 1975-2015. Antología de la poesía del poeta preparada por José Fernández de la Sota. Bidebarrieta Kulturgunea, Bilbao, 2019.

### Antologías que han recogido poemas de este autor
- Una antología de la poesía actual de Bilbao en castellano. Colección Gerión de poesía, Bilbao, 1986.
- Antología poética vasca. Ediciones [Vanguardia Obrera], Madrid, 1987.
- Una antología de la poesía actual de Bilbao en castellano . Ediciones Laida, Bilbao, 1991
- Antología della poesía basca contemporánea, Crocetti editore, Milano, 1994.
- Poesía vasca. Revista [Litoral], Málaga, 1995.
- Bilbao verso a verso. Ayuntamiento de Bilbao, Bilbao, 2001.
- Homenaje a la Fiesta del soneto. [Ateneo de Sevilla], Sevilla, 2006.
- Homenaje a la Fiesta del ultra Ateneo de Sevilla, Sevilla, 2008.
- Homenaje a la [Generación del 27]. Ateneo de Sevilla, Sevilla, 2009.

### Filmografía
- Carmen Isasi, imagen y dirección: Pablo González de Langarika. Entre los pliegues de la luz. Bilbao, 2012.

## Premios
- Premio Bahía 1975.
- Premio Nacional de Yecla 1984 con el poemario inédito De ríos, tardes, musgos, arrecifes…
- Premio Alonso de Ercilla 1985.
- Áccesit del premio Alonso de Ercilla, 1987.
- Áccesit del premio Alonso de Ercilla, 1989.
- Premio de Poesía Erótica de La Galleta del Norte 1989.
- Premio Imagínate Euskadi 1992.
- Premio Imagínate Euskadi 1994.
- Premio Imagínate Euskadi 1996.